# Pavetta molundensis
Pavetta molundensis är en måreväxtart som beskrevs av Kurt Krause. Pavetta molundensis ingår i släktet Pavetta och familjen måreväxter. Inga underarter finns listade i Catalogue of Life.